# Andrea Conti
Andrea Conti (Lecco, provincia de Lecco, 2 de marzo de 1994) es un exfutbolista italiano que jugaba de defensa.

## Trayectoria
Comenzó su carrera en el equipo juvenil del Atalanta, y a los 19 años de edad fue cedido al Perugia donde hizo su debut en la Lega Pro Prima Divisione (la tercera división del fútbol italiano) de la temporada 2013-2014. En la temporada siguiente fue cedido al Virtus Lanciano, en la Serie B.
En la temporada 2015-2016 volvió al Atalanta para formar parte del primer equipo. Hizo su debut en Copa Italia el 2 de diciembre de 2015 y en Serie A el 6 de enero de 2016. El 13 de mayo de 2017 anotó su octavo gol de la temporada en un partido que finalizó con empate 1-1 contra el Milan, permitiendo a su equipo cerrar la temporada en el sexto lugar, accediendo a la siguiente Liga Europa de la UEFA.

## Selección nacional
Ha sido internacional con la selección de fútbol de Italia en las categorías sub-17, sub-18, sub-20 y sub-21. Con la selección absoluta ha disputado 1 partido. Debutó el 5 de septiembre de 2017 en un encuentro ante la selección de Israel que finalizó con marcador de 1-0 a favor de los italianos.

### Participaciones en Eurocopas
| Eurocopa                | Sede    | Resultado |
| ----------------------- | ------- | --------- |
| Eurocopa Sub-21 de 2017 | Polonia | Semifinal |

## Clubes
| Club                       | País   | Año       |
| -------------------------- | ------ | --------- |
| A. C. Perugia              | Italia | 2013-2014 |
| S. S. Virtus Lanciano      | Italia | 2014-2015 |
| Atalanta B. C.             | Italia | 2015-2017 |
| A. C. Milan                | Italia | 2017-2022 |
| Parma Calcio 1913 (cedido) | Italia | 2021      |
| U. C. Sampdoria            | Italia | 2022-2024 |

## Palmarés

### Campeonatos nacionales
| Título                   | Club          | País   | Año     |
| ------------------------ | ------------- | ------ | ------- |
| Lega Pro Prima Divisione | A. C. Perugia | Italia | 2013-14 |
| Supercopa de la Lega Pro | A. C. Perugia | Italia | 2014    |